# Округ Хумење
Округ Хумење (слч. Okres Humenné) округ је у Прешовском крају, у Словачкој Републици. Административно средиште округа је град Хумење.

## Географија
Налази се у источном дијелу Прешовског краја.
Граничи:
- на сјеверу је Округ Медзилаборце и Пољска,
- источно Округ Сњина,
- западно Округ Вранов на Топлој и Округ Стропков,
- јужно Кошички крај.

Клима је умјерено континентална.

## Становништво
| Година:    | 1994.  | 2004.   | 2014.   | 2024.   |
| ---------- | ------ | ------- | ------- | ------- |
| Број људи: | 64 629 | 64 620  | 63 614  | 58 257  |
| Разлика:   |        | -0,01 % | -1,55 % | -8,42 % |

| Година:    | 2023.  | 2024.   |
| ---------- | ------ | ------- |
| Број људи: | 58 688 | 58 257  |
| Разлика:   |        | -0,73 % |

Према подацима о броју становника из 2011. године округ је имао 64.344 становника. Словаци чине 83,96% становништва.
| Етнички састав (2011)‍ | Етнички састав (2011)‍ | Етнички састав (2011)‍ | Етнички састав (2011)‍ | Етнички састав (2011)‍ |
| --------------------- | --------------------- | --------------------- | --------------------- | --------------------- |
|                       |                       |                       |                       |                       |
| Словаци               | Словаци               |                       | 0                     | 83,96%                |
| Рутени                | Рутени                |                       | 0                     | 4,83%                 |
| Роми                  | Роми                  |                       | 0                     | 2,59%                 |
| Украјинци             | Украјинци             |                       | 0                     | 0,82%                 |
| остали, непознато     | остали, непознато     |                       | 0                     | 7,80%                 |

## Насеља
У округу се налази један град и 61 насељено мјесто.